# Епархия Ихози
Епархия Ихози (лат. Dioecesis Ihosiensis) — епархия Римско-Католической церкви с центром в городе Ихози, Мадагаскар. Епархия Ихози входит в митрополию Фианаранцуа.

## История
13 апреля 1967 года Римский папа Павел VI выпустил буллу Mirifice sane, которой учредил епархию Ихози, выделив её из епархий Форт-Дафена (сегодня — Епархия Тулагнару) и Фарафанганы.

## Ординарии епархии
- епископ Луиджи Дусио (13 апреля 1967 — 2 ноября 1970);
- епископ Жан-Ги Ракодондравахатра (25 марта 1972 — 21 сентября 1996);
- епископ Филипп Ранаивоманана (2 января 1999 — 13 ноября 2009) — назначен епископом Анцирабе;
- епископ Фюльжанс Разакаривони (16 июля 2011 — настоящее время).

## Источник
- Annuario Pontificio, Libreria Editrice Vaticana, Città del Vaticano, 2003, ISBN 88-209-7422-3
- Булла Mirifice sane  (лат.)